# Neminem laedit qui suo iure utitur
La formula Neminem laedit qui suo iure utitur o anche nella forma qui iure suo utitur neminem laedit è un brocardo del diritto romano che tradotto letteralmente significa: "chi esercita un proprio diritto non fa male a nessuno" e sta ad indicare una causa di giustificazione. 
Ciò implica che non è riconosciuta responsabilità civile o responsabilità penale al soggetto (persona fisica o giuridica) che cagioni un danno qualora questo sia arrecato nell'esercizio di un diritto (ius) riconosciuto alla persona (o all'ente pubblico) cui è imputata la colpa del danno cagionato (qui suo iure utitur). In questa accezione è citato anche nel Codice Penale all'art. 51.
La regola generale comporta quindi che l'esercizio di un diritto è sempre legittimo e non può essere fonte di responsabilità.

## Il principio delneminem laedere
Prendendo le mosse dalla proprietà, che sostanzialmente consiste nello ius utendi e non ius abutendi, si potrebbe dire al contrario "qui iure suo abutitur alterum laedit".
Il predetto principio è peraltro correlato all'istituto della responsabilità civile, secondo il quale chi procura un danno lo deve risarcire (ai sensi dell'art. 2043 cod. civ.).
Secondo la dottrina civilistica, la responsabilità civile è ispirata all'esigenza di certezza del diritto; per la dottrina costituzionalista, vi è l'esigenza di correlare e adeguare il significato del brocardo neminem laedit qui iure suo utitur ai nuovi valori emergenti nella coscienza collettiva e, tra questi, al principio di solidarietà sociale (di cui all'art. 2 Cost.) e alla funzione sociale della proprietà (di cui all'art 41 Cost.). 
Tale principio risponde ad una esigenza logica di evitare contraddizioni all'interno di uno stesso ordinamento giuridico, tale per cui mentre una norma facoltizzi un determinato comportamento, un'altra lo vieti. Va sottolineato che la norma che prevede il diritto può provenire non solo dal diritto penale ma anche dagli altri rami dell'ordinamento, e può discendere finanche dalla consuetudine. 

## L'abuso del diritto
Il danno deve di conseguenza essere risarcito per legge se e solo se viene riconosciuta la responsabilità del soggetto, la qual cosa non avviene quando il danno è effetto dell'esercizio di un diritto di cui si gode, esercitato nei limiti (individuati dalla giurisprudenza) degli artt. 1175 e 1375 del codice.
Sono pertanto sanzionati come abusivi tutti quei comportamenti contrastanti con le regole della correttezza e buona fede nei rapporti obbligatori e contrattuali.
Allineandosi alla giurisprudenza francese del secolo scorso, l'art. 833 del codice è stato talora ritenuto dalla giurisprudenza italiana espressione di un principio più generale di divieto di esercizio abusivo del diritto.
Per il diritto romano, l’exceptio doli era rimedio generale, in grado di sventare ogni forma di abuso del diritto.